# Бетуции
Бетуциите (gens Betucia) са римска фамилия по време на Римската република.
Известни с това име:
- Тит Бетуций Бар, оратор от Аскулум в Пиценум. Защитава успешно през 99 пр.н.е. Квинт Сервилий Цепион Млади.